# Список глав правительства Швеции

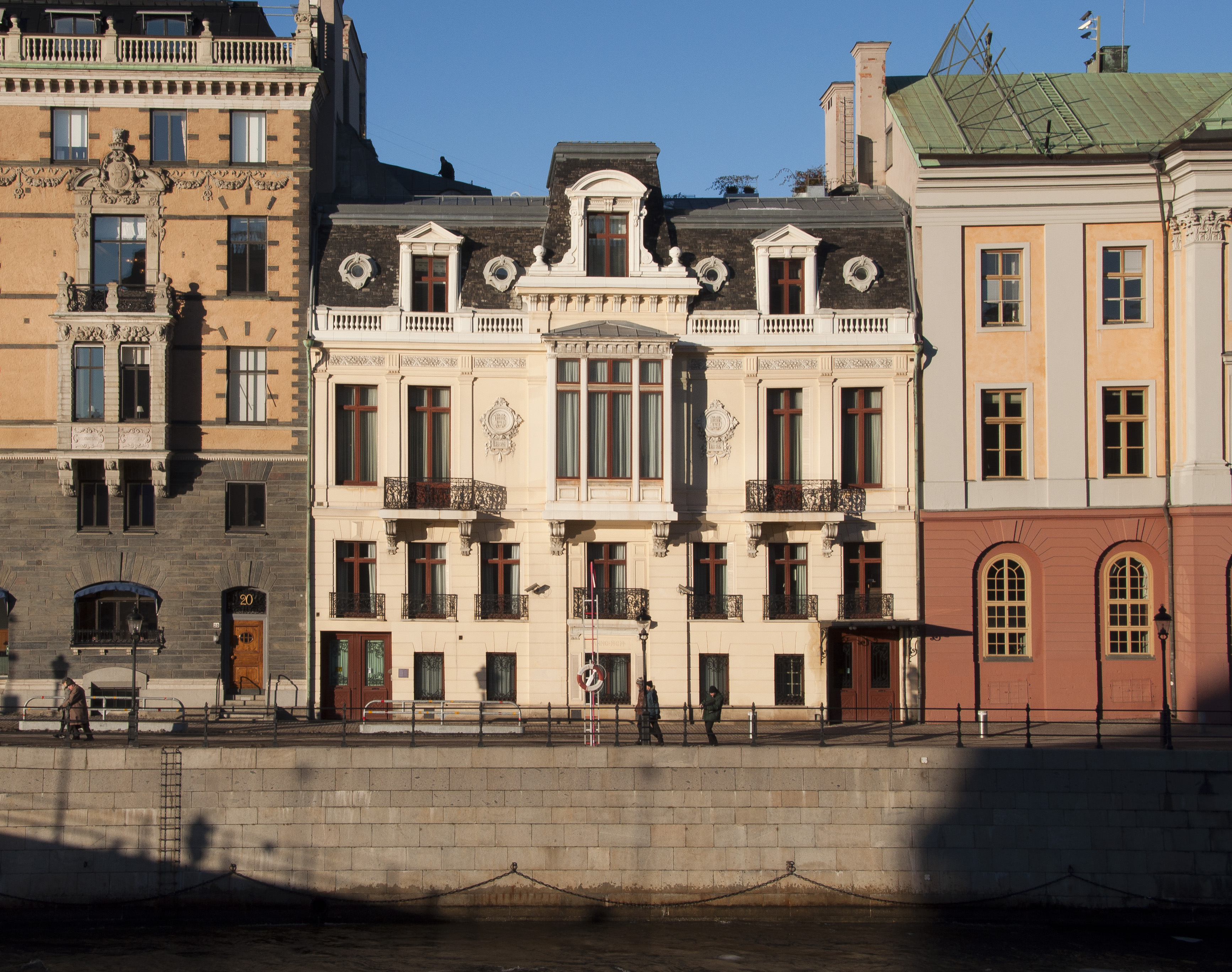
Стокгольм, Сагер-хаус, резиденция премьер-министра с 1995 года

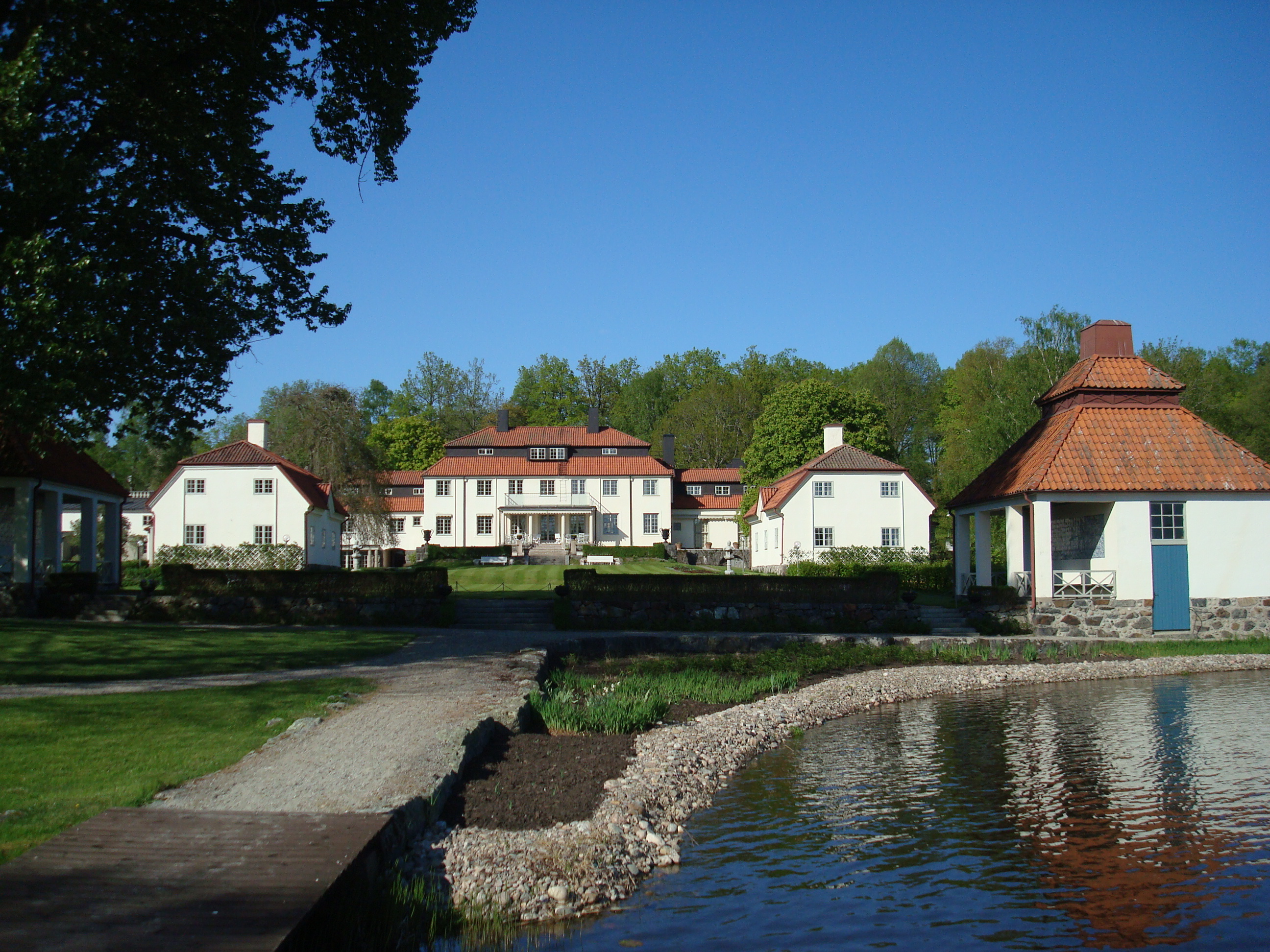
Харпсунд, загородная резиденция премьер-министра с 1953 года

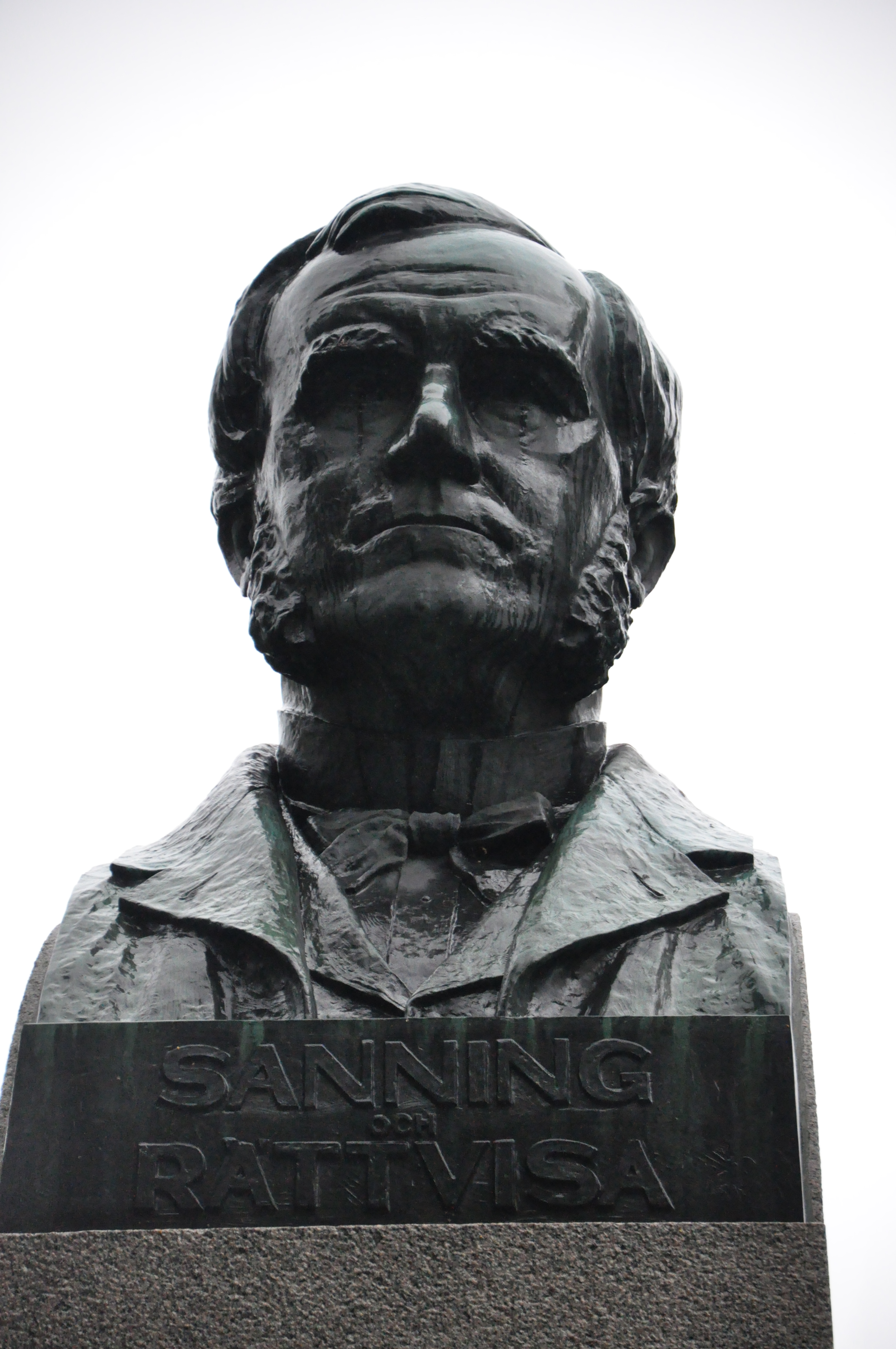
Луйс-Гехрард де-Гер,
1-й премьер-министр Швеции
надпись: истина и справедливость (sanning och rattvisa)

Премье́р-мини́стр Шве́ции (швед. Sveriges statsminister, буквально «государственный министр Швеции») является политическим лидером и главой правительства Швеции. Назначается монархом Швеции, обычно являясь лидером партии, имеющей большинство в риксдаге — шведском парламенте. Премьер-министр и кабинет несут коллективную ответственность за свою политику и действия перед монархом, риксдагом, представляемыми ими политическими партиями, и перед электоратом. На практике премьер-министр в первую очередь отвечает перед риксдагом. В случае утраты парламентского доверия премьер-министр имеет право как уйти вместе с кабинетом в отставку, так и попросить монарха о роспуске парламента и назначении новых выборов.
Пост главы правительства был создан в 1876 году, однако ещё с момента принятия в 1809 году первой шведской конституции в королевстве возникли посты государственного министра юстиции (швед. Justitiestatsminister) и государственного министра иностранных дел (швед. Utrikesstatsministern), возглавлявших два отдельных королевских кабинета министров, а ещё ранее, в 1680 году был создан пост канслипрезидента (швед. Kanslipresident), в значительной степени соответствующий современному посту главы правительства (с 1801 года он являлся главой Кабинета Королевского Величества (швед. Kunglig Majestäts kansli) — такое название сохраняло правительство Швеции вплоть до принятия конституции 1974 года).
До прекращения Шведско-норвежской унии в 1905 году премьер-министр возглавлял правительство Объединённых королевств Швеции и Норвегии (швед. Unionen mellan Sverige och Norge, норв. Unionen mellom Norge og Sverige), при этом в Стокгольме находился также премьер-министр Норвегии в Стокгольме (норв. Norges statsminister i Stockholm), задачей которого было представлять королю и правительству Швеции позицию кабинета, работавшего в норвежской столице Кристиании.
Юридически ответственность правительства перед рикстагом и народом, а не перед короной была оформлена только в 1969 году в ходе частичной конституционной реформы; однако на протяжении всего периода действия конституции 1809 года в неё вносились фундаментальные изменения (реформа министерств в 1840 году, реформа представительства в 1866 году, введение всеобщего и равного избирательного права в начале 20 века, и многое другое). На практике парламентаризм в формировании и контроля правительства стал реальностью около 1917 года.
С 1995 года официальной резиденцией шведского премьер-министра является дворец Сагер-хаус, который расположен в центре Стокгольма.
Применённая в первых столбцах таблиц нумерация является условной. Также условным является использование в первых столбцах цветовой заливки, служащей для упрощения восприятия принадлежности лиц к различным политическим силам без необходимости обращения к столбцу, отражающему партийную принадлежность. Шведские дворянские титулы греве (швед. greve) и фрихерре (швед. friherre) переданы соответственно как граф и барон. В случае, когда премьер-министр получил повторные полномочия последовательно за первоначальными, раздельно отражается каждый срок полномочий. В столбце «Выборы» отражены состоявшиеся выборные процедуры, сформировавшие состав парламента, утвердивший состав правительства или поддержавший его. Наряду с партийной принадлежностью, в столбце «Партия» также отражён внепартийный (независимый) статус персоналий.

## Диаграмма пребывания в должности
1 — канслипрезидент; 2 — госминистр юстиции; 3 — госминистр иностранных дел; 4 — период Шведско-Норвежской унии; 5 — период после прекращения унии.

## Канслипрезидент (1680—1809)
В XVI веке, при короле Густаве Васа, в Швеции сложился орган центральной администрации в виде канцелярии (швед. kansliet, дословно — регистратура), секретари которой постепенно стали ближайшими помощниками монарха. В 1680 году был создан пост канслипрезидента (швед. Kanslipresident), в значительной степени соответствующий современному посту главы правительства (изначально он был главой образованного из канцелярии коллегиального Кансликоллегиума (швед. Kanslikollegium), с 1801 года — главой Кабинета Королевского Величества (швед. Kunglig Majestäts kansli) — такое название сохраняло правительство Швеции вплоть до принятия конституции 1974 года). Первым канслипрезидентом стал занимавший до этого пост канцлера (швед. Rikskansler) граф Бенгт Габриельссон Оксеншерна.
9 июня 1809 года полномочия канслипрезидента были разделены между созданными постами государственного министра юстиции и государственного министра иностранных дел.
|                                                         | Портрет         | Имя (годы жизни) | Полномочия       | Полномочия       | Пр.           |
| Начало                                                  | Портрет         | Имя (годы жизни) | Окончание        |                  | Пр.           |
| ------------------------------------------------------- | --------------- | --- | ---------------- | ---------------- | ------------- |
| 1                                                       |                 | граф Бенгт Габриельссон-Оксеншерна-аф-Корсольм-ох-Васа (1623—1702) швед. Bengt Gabrielsson Oxenstierna af Korsholm och Wasa | 27 июня 1680     | 12 июля 1702     | [ 8 ] [ 9 ]   |
| и. о.                                                   |                 | граф Нильс Йюльденстольпе-аф-Нор (1642—1709) швед. Nils Gyldenstolpe af Noor                                                | 12 июля 1702     | 21 декабря 1705  | [ 10 ] [ 11 ] |
| 2                                                       | 21 декабря 1705 | граф Нильс Йюльденстольпе-аф-Нор (1642—1709) швед. Nils Gyldenstolpe af Noor                                                | 4 мая 1709       |                  | [ 10 ] [ 11 ] |
| и. о.                                                   |                 | граф Арвид-Бернхард Густавсон-Хурн-ав-Экебюхольм (1664—1742) швед. Arvid Bernhard Gustafson Horn av Ekebyholm               | 4 мая 1709       | 21 марта 1710    | [ 12 ] [ 13 ] |
| 3 (I)                                                   | 21 марта 1710   | граф Арвид-Бернхард Густавсон-Хурн-ав-Экебюхольм (1664—1742) швед. Arvid Bernhard Gustafson Horn av Ekebyholm               | 10 апреля 1719   |                  | [ 12 ] [ 13 ] |
| и. о.                                                   |                 | граф Густав Кронгельм (1664—1737) швед. Gustaf Cronhielm                                                                    | 10 апреля 1719   | 19 мая 1719      | [ 14 ]        |
| 4                                                       | 19 мая 1719     | граф Густав Кронгельм (1664—1737) швед. Gustaf Cronhielm                                                                    | 12 декабря 1719  |                  | [ 14 ]        |
| и. о.                                                   |                 | граф Юхан-Август Мейерфельдт (1664—1749) швед. Johan August Meijerfeldt                                                     | 12 декабря 1719  | 26 июня 1720     | [ 15 ]        |
| 3 (II)                                                  |                 | граф Арвид-Бернхард Густавсон-Хурн-ав-Экебюхольм (1664—1742) швед. Arvid Bernhard Gustafson Horn av Ekebyholm               | 26 июня 1720     | 16 января 1739   | [ 12 ] [ 13 ] |
| и. о.                                                   |                 | граф Густав Блонде (1682—1764) швед. Gustaf Bonde                                                                           | 16 января 1739   | 16 апреля 1739   | [ 16 ]        |
| 5                                                       |                 | граф Карл Йюлленборг (1679—1746) швед. Carl Gyllenborg                                                                      | 16 апреля 1739   | 9 декабря 1746   | [ 17 ]        |
| и. о.                                                   |                 | граф Карл-Густав Тессин (1695—1770) швед. Carl Gustaf Tessin                                                                | 9 декабря 1746   | 9 декабря 1747   | [ 18 ]        |
| 6                                                       | 9 декабря 1747  | граф Карл-Густав Тессин (1695—1770) швед. Carl Gustaf Tessin                                                                | 17 марта 1752    |                  | [ 18 ]        |
| 7                                                       |                 | граф Андерс-Юхан вон-Хёпкен (1712—1789) швед. Anders Johan von Höpken                                                       | 17 марта 1752    | 5 февраля 1761   | [ 19 ]        |
| и. о.                                                   |                 | граф Клас Экеблад (1708—1771) швед. Claes Ekeblad                                                                           | 5 февраля 1761   | 10 апреля 1761   | [ 20 ]        |
| 8 (I)                                                   | 10 апреля 1761  | граф Клас Экеблад (1708—1771) швед. Claes Ekeblad                                                                           | 12 августа 1765  |                  | [ 20 ]        |
| и. о.                                                   |                 | барон Карл-Отто Хамильтон-аф-Хаебю (1704—1770) швед. Carl Otto Hamilton af Hageby                                           | 12 августа 1765  | 19 сентября 1765 | [ 21 ]        |
| 9                                                       |                 | граф Карл-Густав Лёвенильм (1701—1768) швед. Carl Gustaf Löwenhielm                                                         | 19 сентября 1765 | 7 марта 1768     | [ 22 ]        |
| и. о.                                                   |                 | барон Фредрик вон-Фрисендорфф (1707—1770) швед. Fredrik von Friesendorff                                                    | 7 марта 1768     | 3 мая 1769       | [ 23 ]        |
| 8 (II)                                                  |                 | граф Клас Экеблад (1708—1771) швед. Claes Ekeblad                                                                           | 3 мая 1769       | 9 октября 1771   | [ 20 ]        |
| 10 (I)                                                  |                 | граф Ульрик Шеффер (1716—1799) швед. Ulrik Scheffer                                                                         | 9 октября 1771   | 23 апреля 1772   | [ 24 ]        |
| 11                                                      |                 | барон Йоаким вон-Дюбен-Рикстен (1708—1786) швед. Joachim von Düben Ricksten                                                 | 23 апреля 1772   | 22 августа 1772  | [ 25 ]        |
| 10 (II)                                                 |                 | граф Ульрик Шеффер (1716—1799) швед. Ulrik Scheffer                                                                         | 22 августа 1772  | 5 июня 1783      | [ 24 ]        |
| 12                                                      |                 | граф Густав-Филип Креуц (1731—1785) швед. Gustav Philip Creutz                                                              | 5 июня 1783      | 30 октября 1785  | [ 26 ]        |
| и. о.                                                   |                 | барон Мальте Рамель (1747—1824) швед. Malte Ramel                                                                           | 30 октября 1785  | 12 апреля 1786   | [ 27 ]        |
| 13                                                      |                 | барон Эмануэль де-Гер-Леуфста (1747—1824) швед. Emanuel De Geer Leufsta                                                     | 12 апреля 1786   | 13 июня 1787     | [ 28 ]        |
| и. о.                                                   |                 | граф Юхан Габриэль Оксеншерна-аф-Корсхольм (1747—1824) швед. Johan Gabriel Oxenstierna af Korsholm                          | 13 июня 1787     | 17 июня 1789     | [ 29 ]        |
| и. о.                                                   |                 | граф Карл-Вильхельм вон-Дюбен (1724—1790) швед. Carl Wilhelm von Düben                                                      | 17 июня 1789     | 8 ноября 1790    | [ 30 ]        |
| Пост вакантен с 8 ноября 1790 года по 16 июля 1792 года |                 | |                  |                  |               |
| 14                                                      |                 | граф Фредрик Спарре-тилль-Окерё (1731—1803) швед. Fredrik Sparre till Åkerö                                                 | 16 июля 1792     | 14 декабря 1800  | [ 31 ] [ 32 ] |
| и. о.                                                   |                 | барон Фредрик-Вильхельм вон-Эренхайм (1753—1828) швед. Fredrik Wilhelm von Ehrenheim                                        | 14 декабря 1800  | 28 мая 1801      | [ 33 ]        |
| 15                                                      | 28 мая 1801     | барон Фредрик-Вильхельм вон-Эренхайм (1753—1828) швед. Fredrik Wilhelm von Ehrenheim                                        | 27 марта 1809    |                  | [ 33 ]        |
| и. о.                                                   |                 | барон Густав Лагербильке (1777—1837) швед. Gustaf Lagerbielke                                                               | 27 марта 1809    | 16 мая 1809      | [ 34 ]        |
| 16                                                      |                 | граф Ларс вон-Энгестрём (1751—1826) швед. Lars von Engeström                                                                | 16 мая 1809      | 9 июня 1809      | [ 35 ] [ 36 ] |

## Период двух кабинетов министров (1809—1876)

### Государственный министр юстиции (1809—1876)
Государственный министр юстиции (швед. Justitiestatsminister) де-факто являлся главой одного из двух (наравне с возглавляемым государственным министром иностранных дел) королевских министерских кабинетов.
|         | Портрет        | Имя (годы жизни)                                                                                                | Полномочия       | Полномочия       | Пр.           |
| Начало  | Портрет        | Имя (годы жизни)                                                                                                | Окончание        |                  | Пр.           |
| ------- | -------------- | --- | ---------------- | ---------------- | ------------- |
| 1       |                | граф Карл-Алекс Тролле-Вахтмейстер-аф-Юханнисхус (1754—1810) швед. Carl Axel Trolle-Wachtmeister af Johannishus | 9 июня 1809      | 5 апреля 1810    | [ 37 ]        |
| и. о.   |                | граф Ханс-Габриэль Тролле-Вахтмейстер (1782—1871) швед. Hans Gabriel Trolle-Wachtmeister                        | 5 апреля 1810    | 25 июня 1810     | [ 38 ]        |
| 2       |                | граф Фредрик Йюлленборг (1767—1829) швед. Fredrik Gyllenborg                                                    | 25 июня 1810     | 18 августа 1829  | [ 39 ]        |
| и. о.   |                | Эрик-Йохан Бергенскьёльд (1785—1865) швед. Erik Johan Bergenskjöld                                              | 18 августа 1829  | 31 августа 1829  | [ 40 ]        |
| 3       |                | граф Матиас Розенблад (1758—1847) швед. Mathias Rosenblad                                                       | 31 августа 1829  | 6 февраля 1840   | [ 41 ]        |
| и. о.   |                | Клас-Ульрик Нерман (1792—1852) швед. Claes Ulrik Nerman                                                         | 6 февраля 1840   | 28 марта 1840    | [ 42 ]        |
| 4 (I)   |                | граф Арвид-Мауриц Поссе (1792—1850) швед. Arvid Mauritz Posse                                                   | 28 марта 1840    | 5 сентября 1840  | [ 43 ]        |
| и. о.   |                | Карл-Петтер Тёрнеблад (1774—1844) швед. Carl Petter Törnebladh                                                  | 5 сентября 1840  | 14 января 1841   | [ 44 ]        |
| 5       | 14 января 1841 | Карл-Петтер Тёрнеблад (1774—1844) швед. Carl Petter Törnebladh                                                  | 5 января 1843    |                  | [ 44 ]        |
| 6       |                | барон Ларс-Херман Йюлленоль (1790—1858) швед. Lars Herman Gyllenhaal                                            | 5 января 1843    | 28 декабря 1844  | [ 45 ]        |
| 7       |                | барон Юхан Норденфальк (1796—1846) швед. Johan Nordenfalk                                                       | 28 декабря 1844  | 9 марта 1846     | [ 46 ]        |
| и. о.   |                | Нильс-Самуэль вон-Кох (1801—1881) швед. Nils Samuel von Koch                                                    | 9 марта 1846     | 23 марта 1846    | [ 47 ]        |
| 4 (II)  |                | граф Арвид-Мауриц Поссе (1792—1850) швед. Arvid Mauritz Posse                                                   | 23 марта 1846    | 10 апреля 1848   | [ 43 ]        |
| 8       |                | граф Густав-Адольф-Виве Спарре-аф-Сёфдеборг (1802—1886) швед. Gustaf Adolf Vive Sparre af Söfdeborg             | 10 апреля 1848   | 25 сентября 1856 | [ 48 ]        |
| 9       |                | Клаэс-Эфраим Гюнтер (1799—1861) швед. Claës Ephraim Günther                                                     | 25 сентября 1856 | 7 апреля 1858    | [ 49 ]        |
| 10 (I)  |                | барон Луйс-Герхард де-Гер-аф-Финспонг (1818—1896) швед. Louis Gerhard De Geer af Finspång                       | 7 апреля 1858    | 3 июня 1870      | [ 50 ] [ 51 ] |
| 11      |                | Алекс-Густав Адлеркреуц (1821—1880) швед. Axel Gustaf Adlercreutz                                               | 3 июня 1870      | 8 апреля 1874    | [ 52 ]        |
| и. о.   |                | барон Карл-Густав Карлссон-Лейюнувуд (1820—1884) швед. Carl Gustaf Carlsson Leijonhufvud                        | 8 апреля 1874    | 4 мая 1874       | [ 53 ]        |
| 12      |                | Эдвард-Хенрик Карлесон (1820—1884) швед. Edvard Henrik Carleson                                                 | 4 мая 1874       | 11 мая 1875      | [ 54 ]        |
| 10 (II) |                | барон Луйс-Герхард де-Гер-аф-Финспонг (1818—1896) швед. Louis Gerhard De Geer af Finspång                       | 11 мая 1875      | 20 марта 1876    | [ 50 ] [ 51 ] |

### Государственный министр иностранных дел (1809—1876)
Государственный министр иностранных дел (швед. Utrikesstatsministern) де-факто являлся главой одного из двух (наравне с возглавляемым Государственным министром юстиции) королевских министерских кабинетов.
|        | Портрет      | Имя (годы жизни)                                                                                   | Полномочия      | Полномочия      | Пр.           |
| Начало | Портрет      | Имя (годы жизни)                                                                                   | Окончание       |                 | Пр.           |
| ------ | ------------ | -------------------------------------------------------------------------------------------------- | --------------- | --------------- | ------------- |
| 1      |              | граф Ларс ван-Энгестрём (1751—1826) швед. Lars von Engeström                                       | 9 июня 1809     | 8 июня 1824     | [ 35 ] [ 36 ] |
| 2      |              | граф Густав аф-Веттерстедт (1776—1837) швед. Gustaf af Wetterstedt                                 | 8 июня 1824     | 15 мая 1837     | [ 55 ]        |
| и. о.  |              | Альбрехт Элоф Ире (1797—1877) швед. Albrecht Elof Ihre                                             | 15 мая 1837     | 18 мая 1837     | [ 56 ]        |
| и. о.  |              | граф Адольф Ёран Мёрнер-аф-Морланда (1773—1838) швед. Adolf Göran Mörner af Morlanda               | 18 мая 1837     | 30 января 1838  | [ 57 ]        |
| и. о.  |              | Альбрехт Элоф Ире (1797—1877) швед. Albrecht Elof Ihre                                             | 30 января 1838  | 7 марта 1838    | [ 56 ]        |
| 3 (I)  |              | барон Густав-Нильс-Алгернон-Адольф Шернельд (1797—1877) швед. Gustaf Nils Algernon Adolf Stierneld | 7 марта 1838    | 11 июля 1842    | [ 58 ]        |
| и. о.  |              | барон Альбрехт Элоф Ире (1797—1877) швед. Albrecht Elof Ihre                                       | 5 сентября 1840 | 11 июля 1842    | [ 56 ]        |
| 4      | 11 июля 1842 | барон Альбрехт Элоф Ире (1797—1877) швед. Albrecht Elof Ihre                                       | 10 апреля 1848  |                 | [ 56 ]        |
| 3 (II) |              | барон Густав-Нильс-Алгернон-Адольф Шернельд (1797—1877) швед. Gustaf Nils Algernon Adolf Stierneld | 10 апреля 1848  | 8 сентября 1856 | [ 58 ]        |
| 5      |              | барон Элиас Лагерхейм (1797—1877) швед. Elias Lagerheim                                            | 8 сентября 1856 | 16 марта 1858   | [ 59 ]        |
| 6      |              | граф Кристофер-Рутгер-Людвиг Мандерстрём (1797—1877) швед. Christoffer Rutger Ludvig Manderström   | 16 марта 1858   | 4 июня 1868     | [ 60 ]        |
| 7      |              | граф Карл Вахтмейстер-аф-Юханнисхус (1823—1871) швед. Carl Wachtmeister af Johannishus             | 4 июня 1868     | 14 октября 1871 | [ 61 ]        |
| и. о.  |              | граф Ханс-Хенрик вон-Эссен (1835—1894) швед. Hans Henrik von Essen                                 | 14 октября 1871 | 10 ноября 1871  | [ 62 ]        |
| 8      |              | граф Бальцар-Юлиус-Эрнст фон-Платен (1804—1875) швед. Baltzar Julius Ernst von Platen              | 10 ноября 1871  | 17 декабря 1872 | [ 63 ]        |
| 9      |              | Оскар-Магнус-Фредрик Бьёрншерна (1819—1905) швед. Oscar Magnus Fredrik Björnstjerna                | 17 декабря 1872 | 20 марта 1876   | [ 64 ]        |

## Объединённые королевства Швеции и Норвегии (1876—1905)
Пост премьер-министра был учреждён в 1876 году; до прекращения Шведско-норвежской унии в 1905 году премьер-министр возглавлял правительство Объединённых королевств Швеции и Норвегии (швед. Unionen mellan Sverige och Norge, норв. Unionen mellom Norge og Sverige).
|        | Портрет     | Имя (годы жизни) | Полномочия       | Полномочия       | Партия | Выборы       | Кабинет       | Пр.           |
| Начало | Портрет     | Имя (годы жизни) | Окончание        |                  | Партия | Выборы       | Кабинет       | Пр.           |
| ------ | ----------- | --- | ---------------- | ---------------- | --- | ------------ | ------------- | ------------- |
| 1      |             | барон Луйс-Герхард де-Гер-аф-Финспонг (1818—1896) швед. Louis Gerhard De Geer af Finspång                                        | 20 марта 1876    | 19 апреля 1880   | независимый | (1875)       | Л. де-Гер     | [ 50 ] [ 51 ] |
| 1      | 1878        | барон Луйс-Герхард де-Гер-аф-Финспонг (1818—1896) швед. Louis Gerhard De Geer af Finspång                                        | 20 марта 1876    | 19 апреля 1880   | независимый |              | Л. де-Гер     | [ 50 ] [ 51 ] |
| 2      |             | граф Арвид-Рутгер-Фредрикссон Поссе (1820—1901) швед. Arvid Rutger Fredriksson Posse                                             | 19 апреля 1880   | 13 июня 1883     | Партия сельского населения                                                                                         | Поссе        | [ 65 ] [ 66 ] |               |
| 2      | 1881        | граф Арвид-Рутгер-Фредрикссон Поссе (1820—1901) швед. Arvid Rutger Fredriksson Posse                                             | 19 апреля 1880   | 13 июня 1883     | Партия сельского населения                                                                                         | Поссе        | [ 65 ] [ 66 ] |               |
| 3      |             | Карл-Юхан Тюселиус (1811—1891) швед. Carl Johan Thyselius                                                                        | 13 июня 1883     | 16 мая 1884      | независимый | Тюселиус     | [ 67 ]        |               |
| 4      |             | Оскар-Роберт Темптандер (1844—1897) швед. Oscar Robert Themptander                                                               | 16 мая 1884      | 6 февраля 1888   | независимый | 1884         | Темптандер    | [ 68 ]        |
| 4      | 1887, весна | Оскар-Роберт Темптандер (1844—1897) швед. Oscar Robert Themptander                                                               | 16 мая 1884      | 6 февраля 1888   | независимый |              | Темптандер    | [ 68 ]        |
| 4      | 1887, осень | Оскар-Роберт Темптандер (1844—1897) швед. Oscar Robert Themptander                                                               | 16 мая 1884      | 6 февраля 1888   | независимый |              | Темптандер    | [ 68 ]        |
| 5      |             | барон Дидрикс-Андерс-Гиллис Бильдт (1820—1894) швед. Didrik Anders Gillis Bildt                                                  | 6 февраля 1888   | 12 октября 1889  | независимый в коалиции с Протекционистской партией первой палаты                                                   | Г. Бильдт    | [ 69 ] [ 70 ] |               |
| 6      |             | барон Юхан-Густав-Нильс-Самуэль Окерхильм-аф-Маргаретелунд (1833—1900) швед. Johan Gustaf Nils Samuel Åkerhielm af Margaretelund | 12 октября 1889  | 10 июля 1891     | Протекционистская партия первой палаты                                                                             | Окерхильм    | [ 71 ] [ 72 ] |               |
| 6      | 1890        | барон Юхан-Густав-Нильс-Самуэль Окерхильм-аф-Маргаретелунд (1833—1900) швед. Johan Gustaf Nils Samuel Åkerhielm af Margaretelund | 12 октября 1889  | 10 июля 1891     | Протекционистская партия первой палаты                                                                             | Окерхильм    | [ 71 ] [ 72 ] |               |
| 7 (I)  |             | Эрик-Густав-Бернхард Бустрём (1842—1907) швед. Erik Gustaf Bernhard Boström                                                      | 10 июля 1891     | 12 сентября 1900 | Партия сельского населения в коалиции с Протекционистской партией первой палаты                                    | Бострём (I)  | [ 73 ] [ 74 ] |               |
| 7 (I)  | 1893        | Эрик-Густав-Бернхард Бустрём (1842—1907) швед. Erik Gustaf Bernhard Boström                                                      | 10 июля 1891     | 12 сентября 1900 | Партия сельского населения в коалиции с Протекционистской партией первой палаты                                    | Бострём (I)  | [ 73 ] [ 74 ] |               |
| 7 (I)  | 1896        | Эрик-Густав-Бернхард Бустрём (1842—1907) швед. Erik Gustaf Bernhard Boström                                                      | 10 июля 1891     | 12 сентября 1900 | Партия сельского населения в коалиции с Протекционистской партией первой палаты                                    | Бострём (I)  | [ 73 ] [ 74 ] |               |
| 7 (I)  | 1899        | Эрик-Густав-Бернхард Бустрём (1842—1907) швед. Erik Gustaf Bernhard Boström                                                      | 10 июля 1891     | 12 сентября 1900 | Партия сельского населения в коалиции с Протекционистской партией первой палаты                                    | Бострём (I)  | [ 73 ] [ 74 ] |               |
| 8      |             | барон Фредрик-Вильхельм вон-Оттер (1833—1910) швед. Fredrik Wilhelm von Otter                                                    | 12 сентября 1900 | 5 июля 1902      | независимый в коалиции с Протекционистской партией первой палаты и Партией сельского населения                     | вон-Оттер    | [ 75 ] [ 76 ] |               |
| 7 (II) |             | Эрик-Густав-Бернхард Бустрём (1842—1907) швед. Erik Gustaf Bernhard Boström                                                      | 5 июля 1902      | 13 апреля 1905   | Партия сельского населения в коалиции с Протекционистской партией первой палаты                                    | Бострём (II) | [ 73 ] [ 74 ] |               |
| 7 (II) | 1902        | Эрик-Густав-Бернхард Бустрём (1842—1907) швед. Erik Gustaf Bernhard Boström                                                      | 5 июля 1902      | 13 апреля 1905   | Партия сельского населения в коалиции с Протекционистской партией первой палаты                                    | Бострём (II) | [ 73 ] [ 74 ] |               |
| 9      |             | барон Юхан-Улоф Рамстедт (1852—1935) швед. Johan Olof Ramstedt                                                                   | 13 апреля 1905   | 2 августа 1905   | независимый в коалиции с Протекционистской партией первой палаты и Партией сельского населения                     | Рамстедт     | [ 77 ] [ 78 ] |               |
| 10     |             | Кристиан Лундеберг (1842—1911) швед. Christian Lundeberg                                                                         | 2 августа 1905   | 26 октября 1905  | Протекционистская партия первой палаты в коалиции с Партией сельского населения и Либеральной коалиционной партией | Лундеберг    | [ 79 ] [ 80 ] |               |
| 10     | 1905        | Кристиан Лундеберг (1842—1911) швед. Christian Lundeberg                                                                         | 2 августа 1905   | 26 октября 1905  | Протекционистская партия первой палаты в коалиции с Партией сельского населения и Либеральной коалиционной партией | Лундеберг    | [ 79 ] [ 80 ] |               |

## Королевство Швеция (после 1905)
В 1905 году шведско-норвежская уния была прекращена.
|             | Портрет         | Имя (годы жизни)                                                                          | Полномочия       | Полномочия | Партия | Выборы                                       | Кабинет           | Пр.             |
| Начало      | Портрет         | Имя (годы жизни)                                                                          | Окончание        | | Партия | Выборы                                       | Кабинет           | Пр.             |
| ----------- | --------------- | ----------------------------------------------------------------------------------------- | ---------------- | --- | --- | -------------------------------------------- | ----------------- | --------------- |
| (10)        |                 | Кристиан Лундеберг (1842—1911) швед. Christian Lundeberg                                  | 26 октября 1905  | 17 ноября 1905 | Протекционистская партия первой палаты в коалиции с Партией сельского населения и Либеральной коалиционной партией                                | (1905)                                       | Лундеберг         | [ 79 ] [ 80 ]   |
| 11 (I)      |                 | Карл-Альберт Стофф (1860—1915) швед. Karl Albert Staaff                                   | 17 ноября 1905   | 29 мая 1906 | Либеральная коалиционная партия | (1905)                                       | Стофф (I)         | [ 82 ]          |
| 12 (I)      |                 | Саломон-Арвид-Ахатес Линдман (1862—1936) швед. Salomon Arvid Achates Lindman              | 29 мая 1906      | 7 октября 1911 | Протекционистская партия первой палаты в коалиции с Партией сельского населения, Умеренной партией первой палаты и Национальной партией прогресса | (1905)                                       | Линдман (I)       | [ 83 ]          |
| 12 (I)      | 1908            | Саломон-Арвид-Ахатес Линдман (1862—1936) швед. Salomon Arvid Achates Lindman              | 29 мая 1906      | 7 октября 1911 | Протекционистская партия первой палаты в коалиции с Партией сельского населения, Умеренной партией первой палаты и Национальной партией прогресса |                                              | Линдман (I)       | [ 83 ]          |
| 11 (II)     |                 | Карл-Альберт Стофф (1860—1915) швед. Karl Albert Staaff                                   | 7 октября 1911   | 17 февраля 1914 | Либеральная коалиционная партия | 1911                                         | Стофф (II)        | [ 82 ]          |
| 13          |                 | Кнут-Яльмар-Леонард Хаммаршёльд (1862—1953) швед. Knut Hjalmar Leonard Hammarskjöld       | 17 февраля 1914  | 30 марта 1917 | независимый с участием Национальной партии первой палаты                                                                                          | 1911                                         | Хаммаршёльд       | [ 84 ]          |
| 13          | 1914, март      | Кнут-Яльмар-Леонард Хаммаршёльд (1862—1953) швед. Knut Hjalmar Leonard Hammarskjöld       | 17 февраля 1914  | 30 марта 1917 | независимый с участием Национальной партии первой палаты                                                                                          |                                              | Хаммаршёльд       | [ 84 ]          |
| 13          | 1914, сентябрь  | Кнут-Яльмар-Леонард Хаммаршёльд (1862—1953) швед. Knut Hjalmar Leonard Hammarskjöld       | 17 февраля 1914  | 30 марта 1917 | независимый с участием Национальной партии первой палаты                                                                                          |                                              | Хаммаршёльд       | [ 84 ]          |
| 14          |                 | Карл-Юхан-Густав Сварц (1858—1926) швед. Carl Johan Gustaf Swartz                         | 30 марта 1917    | 19 октября 1917 | Национальная партия первой палаты в коалиции со Всеобщим союзом избирателей                                                                       | Сварц                                        | [ 85 ]            |                 |
| 15          |                 | Нильс Эден (1871—1945) швед. Nils Edén                                                    | 19 октября 1917  | 10 марта 1920 | Либеральная коалиционная партия в коалиции с Социал-демократической рабочей партией Швеции                                                        | 1917                                         | Эден              | [ 86 ]          |
| 16 (I)      |                 | Карл-Яльмар Брантинг (1860—1925) швед. Karl Hjalmar Branting                              | 10 марта 1920    | 27 октября 1920 | Социал-демократическая рабочая партия Швеции | 1917                                         | Брантинг (I)      | [ 87 ]          |
| 17          |                 | барон Герхард-Луйс де-Гер-аф-Финспонг (1854—1935) швед. Gerhard Louis De Geer af Finspång | 27 октября 1920  | 23 февраля 1921 | независимый с участием Всеобщего союза избирателей                                                                                                | 1920                                         | Г. де-Гер         | [ 88 ]          |
| 18          |                 | Оскар Фредрик фон Сюдов (1873—1936) швед. Oscar Fredrik von Sydow                         | 23 февраля 1921  | 13 октября 1921 | независимый с участием Всеобщего союза избирателей                                                                                                | 1920                                         | вон-Сюдов         | [ 89 ]          |
| 16 (II)     |                 | Карл-Яльмар Брантинг (1860—1925) швед. Karl Hjalmar Branting                              | 13 октября 1921  | 19 апреля 1923 | Социал-демократическая рабочая партия Швеции | 1921                                         | Брантинг (II)     | [ 87 ]          |
| 19          |                 | Эрнст Трюгер (1857—1943) швед. Ernst Trygger                                              | 19 апреля 1923   | 18 октября 1924 | Всеобщий союз избирателей | 1921                                         | Трюгер            | [ 90 ]          |
| 16 (III)    |                 | Карл-Яльмар Брантинг (1860—1925) швед. Karl Hjalmar Branting                              | 18 октября 1924  | 24 января 1925 | Социал-демократическая рабочая партия Швеции | 1924                                         | Брантинг (III)    | [ 87 ]          |
| 20          |                 | Рикард-Йоханнес Сандлер (1884—1964) швед. Rickard Johannes Sandler                        | 24 января 1925   | 7 июня 1926 | Социал-демократическая рабочая партия Швеции | 1924                                         | Сандлер           | [ 91 ]          |
| 21 (I)      |                 | Карл-Густав Экман (1872—1945) швед. Carl Gustaf Ekman                                     | 7 июня 1926      | 2 октября 1928 | Либеральная народная партия в коалиции с Либеральной партией Швеции                                                                               | 1924                                         | Экман (I)         | [ 92 ]          |
| 12 (II)     |                 | Саломон-Арвид-Ахатес Линдман (1862—1936) швед. Salomon Arvid Achates Lindman              | 2 октября 1928   | 7 июня 1930 | Всеобщий союз избирателей | 1928                                         | Линдман (II)      | [ 83 ]          |
| 21 (II)     |                 | Карл-Густав Экман (1872—1945) швед. Carl Gustaf Ekman                                     | 7 июня 1930      | 6 августа 1932 | Либеральная народная партия | 1928                                         | Экман (II)        | [ 92 ]          |
| 22          |                 | Феликс-Теодор Хамрин (1875—1937) швед. Felix Teodor Hamrin                                | 6 августа 1932   | 24 сентября 1932 | Либеральная народная партия | 1928                                         | Хамрин            | [ 93 ]          |
| 23 (I)      |                 | Пер-Альбин Ханссон (1885—1946) швед. Per Albin Hansson                                    | 24 сентября 1932 | 19 июня 1936 | Социал-демократическая рабочая партия Швеции | 1932                                         | Ханссон (I)       | [ 94 ]          |
| 24          |                 | Аксель-Аларик Перссон-Брамсторп (1883—1954) швед. Axel Alarik Pehrsson-Bramstorp          | 19 июня 1936     | 28 сентября 1936 | Фермерский союз | 1932                                         | Перссон-Брамсторп | [ 95 ]          |
| 23 (II—IV)  |                 | Пер-Альбин Ханссон (1885—1946) швед. Per Albin Hansson                                    | 28 сентября 1936 | 13 декабря 1939 | Социал-демократическая рабочая партия Швеции в коалиции с Фермерским союзом                                                                       | 1936                                         | Ханссон (II)      | [ 94 ]          |
| 23 (II—IV)  | 13 декабря 1939 | Пер-Альбин Ханссон (1885—1946) швед. Per Albin Hansson                                    | 31 июля 1945     | Социал-демократическая рабочая партия Швеции в коалиции с Фермерским союзом, Национальной организацией правых сил и Народной партией | Ханссон (III) | 1936                                         |                   | [ 94 ]          |
| 23 (II—IV)  | 13 декабря 1939 | Пер-Альбин Ханссон (1885—1946) швед. Per Albin Hansson                                    | 31 июля 1945     | Социал-демократическая рабочая партия Швеции в коалиции с Фермерским союзом, Национальной организацией правых сил и Народной партией | Ханссон (III) | 1940                                         |                   | [ 94 ]          |
| 23 (II—IV)  | 13 декабря 1939 | Пер-Альбин Ханссон (1885—1946) швед. Per Albin Hansson                                    | 31 июля 1945     | Социал-демократическая рабочая партия Швеции в коалиции с Фермерским союзом, Национальной организацией правых сил и Народной партией | Ханссон (III) | 1944                                         |                   | [ 94 ]          |
| 23 (II—IV)  | 31 июля 1945    | Пер-Альбин Ханссон (1885—1946) швед. Per Albin Hansson                                    | 6 октября 1946   | Социал-демократическая рабочая партия Швеции                                                                                         | Ханссон (IV) |                                              |                   | [ 94 ]          |
| 25 (I—III)  |                 | Таге-Фритьоф Эрландер (1901—1985) швед. Tage Fritiof Erlander                             | 6 октября 1946   | Социал-демократическая рабочая партия Швеции                                                                                         | 1 октября 1951 | Эрландер (I)                                 | [ 96 ] [ 97 ]     |                 |
| 25 (I—III)  | 1948            | Таге-Фритьоф Эрландер (1901—1985) швед. Tage Fritiof Erlander                             | 6 октября 1946   | Социал-демократическая рабочая партия Швеции                                                                                         | 1 октября 1951 | Эрландер (I)                                 | [ 96 ] [ 97 ]     |                 |
| 25 (I—III)  | 1 октября 1951  | Таге-Фритьоф Эрландер (1901—1985) швед. Tage Fritiof Erlander                             | 31 октября 1957  | Социал-демократическая рабочая партия Швеции в коалиции с Фермерским союзом                                                          | Эрландер (II) |                                              | [ 96 ] [ 97 ]     |                 |
| 25 (I—III)  | 1 октября 1951  | Таге-Фритьоф Эрландер (1901—1985) швед. Tage Fritiof Erlander                             | 31 октября 1957  | Социал-демократическая рабочая партия Швеции в коалиции с Фермерским союзом                                                          | Эрландер (II) | 1952                                         | [ 96 ] [ 97 ]     |                 |
| 25 (I—III)  | 1 октября 1951  | Таге-Фритьоф Эрландер (1901—1985) швед. Tage Fritiof Erlander                             | 31 октября 1957  | Социал-демократическая рабочая партия Швеции в коалиции с Фермерским союзом                                                          | Эрландер (II) | 1956                                         | [ 96 ] [ 97 ]     |                 |
| 25 (I—III)  | 31 октября 1957 | Таге-Фритьоф Эрландер (1901—1985) швед. Tage Fritiof Erlander                             | 14 октября 1969  | Социал-демократическая рабочая партия Швеции                                                                                         | Эрландер (III) |                                              | [ 96 ] [ 97 ]     |                 |
| 25 (I—III)  | 31 октября 1957 | Таге-Фритьоф Эрландер (1901—1985) швед. Tage Fritiof Erlander                             | 14 октября 1969  | Социал-демократическая рабочая партия Швеции                                                                                         | Эрландер (III) | 1958                                         | [ 96 ] [ 97 ]     |                 |
| 25 (I—III)  | 31 октября 1957 | Таге-Фритьоф Эрландер (1901—1985) швед. Tage Fritiof Erlander                             | 14 октября 1969  | Социал-демократическая рабочая партия Швеции                                                                                         | Эрландер (III) | 1960                                         | [ 96 ] [ 97 ]     |                 |
| 25 (I—III)  | 31 октября 1957 | Таге-Фритьоф Эрландер (1901—1985) швед. Tage Fritiof Erlander                             | 14 октября 1969  | Социал-демократическая рабочая партия Швеции                                                                                         | Эрландер (III) | 1964                                         | [ 96 ] [ 97 ]     |                 |
| 25 (I—III)  | 31 октября 1957 | Таге-Фритьоф Эрландер (1901—1985) швед. Tage Fritiof Erlander                             | 14 октября 1969  | Социал-демократическая рабочая партия Швеции                                                                                         | Эрландер (III) | 1968                                         | [ 96 ] [ 97 ]     |                 |
| 26 (I)      |                 | Свен-Улоф-Йоаким Пальме (1927—1986) швед. Sven Olof Joachim Palme                         | 14 октября 1969  | Социал-демократическая рабочая партия Швеции                                                                                         | 8 октября 1976 | Пальме (I)                                   | [ 98 ] [ 99 ]     |                 |
| 26 (I)      | 1970            | Свен-Улоф-Йоаким Пальме (1927—1986) швед. Sven Olof Joachim Palme                         | 14 октября 1969  | Социал-демократическая рабочая партия Швеции                                                                                         | 8 октября 1976 | Пальме (I)                                   | [ 98 ] [ 99 ]     |                 |
| 26 (I)      | 1973            | Свен-Улоф-Йоаким Пальме (1927—1986) швед. Sven Olof Joachim Palme                         | 14 октября 1969  | Социал-демократическая рабочая партия Швеции                                                                                         | 8 октября 1976 | Пальме (I)                                   | [ 98 ] [ 99 ]     |                 |
| 27 (I)      |                 | Нильс-Улоф-Турбьёрн Фельдин (1926—2016) швед. Nils Olof Thorbjörn Fälldin                 | 8 октября 1976   | 18 октября 1978 | Партия Центра в коалиции с Народной партией и Умеренной коалиционной партией                                                                      | 1976                                         | Фельдин (I)       | [ 100 ] [ 101 ] |
| 28          |                 | Стиг-Кьелль-Улоф Ульстен (1931—2018) швед. Stig Kjell Olof Ullsten                        | 18 октября 1978  | 12 октября 1979 | Народная партия | 1976                                         | Ульстен           | [ 102 ] [ 103 ] |
| 27 (II—III) |                 | Нильс-Улоф-Турбьёрн Фельдин (1926—2016) швед. Nils Olof Thorbjörn Fälldin                 | 12 октября 1979  | 22 мая 1981 | Партия Центра в коалиции с Народной партией и Умеренной коалиционной партией                                                                      | 1979                                         | Фельдин (II)      | [ 100 ] [ 101 ] |
| 27 (II—III) | 22 мая 1981     | Нильс-Улоф-Турбьёрн Фельдин (1926—2016) швед. Nils Olof Thorbjörn Fälldin                 | 8 октября 1982   | Партия Центра в коалиции с Умеренной коалиционной партией                                                                            | Фельдин (III) | 1979                                         |                   | [ 100 ] [ 101 ] |
| 26 (II)     |                 | Свен-Улоф-Йоаким Пальме (1927—1986) швед. Sven Olof Joachim Palme                         | 8 октября 1982   | 28 февраля 1986 | Социал-демократическая рабочая партия Швеции | 1982                                         | Пальме (II)       | [ 98 ] [ 99 ]   |
| 26 (II)     | 1985            | Свен-Улоф-Йоаким Пальме (1927—1986) швед. Sven Olof Joachim Palme                         | 8 октября 1982   | 28 февраля 1986 | Социал-демократическая рабочая партия Швеции |                                              | Пальме (II)       | [ 98 ] [ 99 ]   |
| 29 (I—II)   |                 | Йёста-Ингвар Карлссон (1934—) швед. Gösta Ingvar Carlsson                                 | 1 марта 1986     | 27 февраля 1990 | Социал-демократическая рабочая партия Швеции | Карлссон (I)                                 | [ 104 ] [ 105 ]   |                 |
| 29 (I—II)   | 1988            | Йёста-Ингвар Карлссон (1934—) швед. Gösta Ingvar Carlsson                                 | 1 марта 1986     | 27 февраля 1990 | Социал-демократическая рабочая партия Швеции | Карлссон (I)                                 | [ 104 ] [ 105 ]   |                 |
| 29 (I—II)   | 27 февраля 1990 | Йёста-Ингвар Карлссон (1934—) швед. Gösta Ingvar Carlsson                                 | 4 октября 1991   | Карлссон (II) | Социал-демократическая рабочая партия Швеции |                                              | [ 104 ] [ 105 ]   |                 |
| 30          |                 | Нильс-Даниель-Карл Бильдт (1949—) швед. Nils Daniel Carl Bildt                            | 4 октября 1991   | 7 октября 1994 | Умеренная коалиционная партия в коалиции с Партией Центра, Народной партией и Христианскими демократами                                           | 1991                                         | К. Бильдт         | [ 106 ]         |
| 29 (III)    |                 | Йёста-Ингвар Карлссон (1934—) швед. Gösta Ingvar Carlsson                                 | 7 октября 1994   | 22 марта 1996 | Социал-демократическая рабочая партия Швеции | 1994                                         | Карлссон (III)    | [ 104 ] [ 105 ] |
| 31          |                 | Ханс-Йоран Перссон (1949—) швед. Hans Göran Persson                                       | 22 марта 1996    | 6 октября 2006 | Социал-демократическая рабочая партия Швеции | 1994                                         | Перссон           | [ 107 ] [ 108 ] |
| 31          | 1998            | Ханс-Йоран Перссон (1949—) швед. Hans Göran Persson                                       | 22 марта 1996    | 6 октября 2006 | Социал-демократическая рабочая партия Швеции |                                              | Перссон           | [ 107 ] [ 108 ] |
| 31          | 2002            | Ханс-Йоран Перссон (1949—) швед. Hans Göran Persson                                       | 22 марта 1996    | 6 октября 2006 | Социал-демократическая рабочая партия Швеции |                                              | Перссон           | [ 107 ] [ 108 ] |
| 32          |                 | Йон-Фредрик Рейнфельдт (1965—) швед. John Fredrik Reinfeldt                               | 6 октября 2006   | 3 октября 2014 | Умеренная коалиционная партия в коалиции Альянс за Швецию — с Партией Центра, Народной партией и Христианскими демократами                        | 2006                                         | Райнфельдт        | [ 109 ] [ 110 ] |
| 32          | 2010            | Йон-Фредрик Рейнфельдт (1965—) швед. John Fredrik Reinfeldt                               | 6 октября 2006   | 3 октября 2014 | Умеренная коалиционная партия в коалиции Альянс за Швецию — с Партией Центра, Народной партией и Христианскими демократами                        |                                              | Райнфельдт        | [ 109 ] [ 110 ] |
| 33 (I—III)  |                 | Челль-Стефан Лёвен (1957—) швед. Kjell Stefan Löfven                                      | 3 октября 2014   | 21 января 2019 | Социал-демократическая рабочая партия Швеции в коалиции с Партией зелёных                                                                         | 2014                                         | Лёвен (I)         | [ 111 ] [ 112 ] |
| 33 (I—III)  | 21 января 2019  | Челль-Стефан Лёвен (1957—) швед. Kjell Stefan Löfven                                      | 9 июля 2021      | 2018 | Социал-демократическая рабочая партия Швеции в коалиции с Партией зелёных                                                                         | Лёвен (II)                                   |                   | [ 111 ] [ 112 ] |
| 33 (I—III)  | 9 июля 2021     | Челль-Стефан Лёвен (1957—) швед. Kjell Stefan Löfven                                      | 30 ноября 2021   | 2018 | Социал-демократическая рабочая партия Швеции в коалиции с Партией зелёных                                                                         | Лёвен (III)                                  |                   | [ 111 ] [ 112 ] |
| 34          |                 | Ева-Магдалена Андерссон (1967—) швед. Eva Magdalena Andersson                             | 30 ноября 2021   | 2018 | 17 октября 2022 | Социал-демократическая рабочая партия Швеции | Андерссон         | [ 113 ] [ 114 ] |
| 35          |                 | Ульф Яльмар Кристерссон (1963—) швед. Ulf Hjalmar Kristersson                             | 17 октября 2022  | действующий | Умеренная коалиционная партия в коалиции с Христианскими демократами и Либералами                                                                 | 2022                                         | Кристерссон       | [ 115 ]         |